# Eclissi solare dell'8 giugno 1956
L'eclissi solare dell'8 giugno 1956 è un evento astronomico che ha avuto luogo il suddetto giorno attorno alle ore 21.20 UTC.
L'eclissi, di tipo totale, è stata visibile in alcune parti dell'Oceania (Nuova Zelanda) e dell'Oceano Pacifico. L'evento è iniziato all'alba in Nuova Zelanda il 9 giugno (sabato) e si è concluso a ovest del Sud America l'8 giugno (venerdì), avendo attraversato la linea internazionale del cambio di data.
La durata della fase massima dell'eclissi è stata di 4 minuti e 45 secondi e l'ombra lunare sulla superficie terrestre raggiunse una larghezza di 429 km.
L'eclissi dell'8 giugno 1956 è stata la prima eclissi solare nel 1956 e la 130ª nel XX secolo. La precedente eclissi solare ebbe luogo il 14 dicembre 1955, la seguente il 2 dicembre 1956.

## Percorso e visibilità
L'evento è iniziato sulla superficie dell'oceano nell'Oceano Pacifico sud occidentale, a circa 630 chilometri a sud delle Isole Antipodi, in Nuova Zelanda. Dopo avere attraversato la linea internazionale del cambio di data, l'umbra si è diretta a nord-est raggiungendo il momento di massima eclissi sulla superficie dell'oceano a circa 1.500 chilometri a sud di Rapa Iti. In seguito ha virato a sud-est e infine si è conclusa al tramonto a circa 1.500 chilometri a nord-ovest dell'isola Peter I nell'Oceano Pacifico sud-orientale, l'8 giugno.
Durante l'intero processo, la fascia coperta dalla totalità non ha attraversato nessuna terra. 

## Eclissi correlate

### Eclissi solari 1953 - 1956
Questa eclissi è un membro di una serie semestrale. Un'eclissi in una serie semestrale di eclissi solari si ripete approssimativamente ogni 177 giorni e 4 ore (un semestre) in nodi alternati dell'orbita della Luna.

### Ciclo di Saros 146
L'evento fa parte del ciclo di Saros 146, che si ripete ogni 18 anni, 11 giorni, contenente 76 eventi. La serie è iniziata con un'eclissi solare parziale il 19 settembre 1541. Comprende eclissi totali dal 29 maggio 1938 al 7 ottobre 2154, eclissi ibride dal 17 ottobre 2172 al 20 novembre 2226 ed eclissi anulari dal 1º dicembre 2244 al 10 agosto 2659. La serie termina al membro 76 con un'eclissi parziale il 29 dicembre 2893. La durata più lunga della totalità è stata di 5 minuti, 21 secondi il 30 giugno 1992.